# Notodonta torva
Notodonta torva (tên tiếng Anh: Large Dark Prominent) là một loài bướm đêm thuộc họ Notodontidae. Nó được tìm thấy ở hầu hết châu Âu (although nó là một very rare immigrant Đảo Anh), phía đông đến Trung Quốc, Hàn Quốc và Nhật Bản.
Sải cánh dài khoảng 48 mm. Con trưởng thành bay từ the end of tháng 4 đến tháng 8 làm hai đợt ở Tây Âu.
Ấu trùng chủ yếu ăn các loài Populus (bao gồm các loài Populus tremula và Populus nigra) và Salix (bao gồm Salix caprea, Salix cinerea và Salix phylicifolia). Larvae can be được tìm thấy ở tháng 6 và again từ tháng 8 đến tháng 9. The species overwinters in the pupal stage.

## Hình ảnh

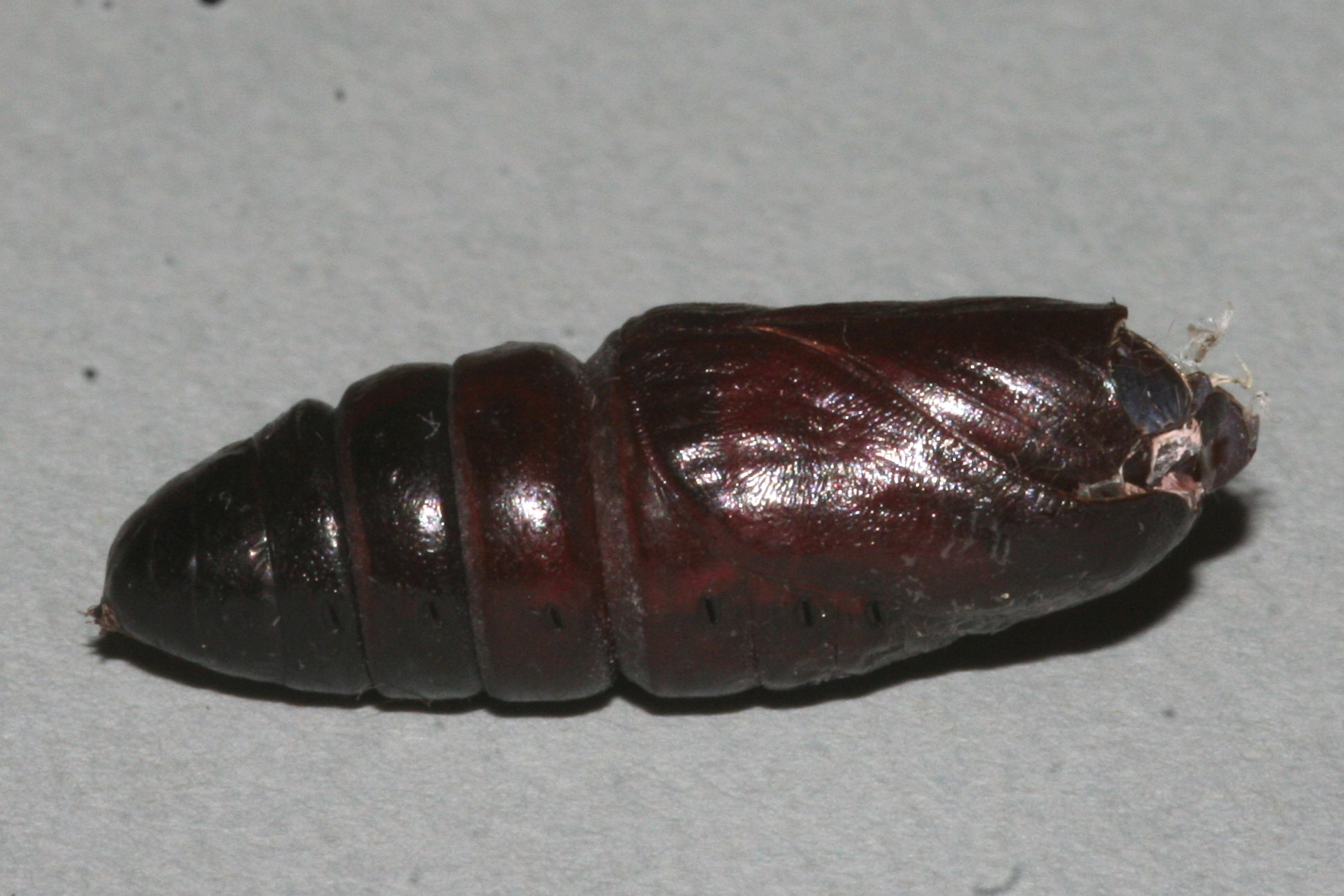
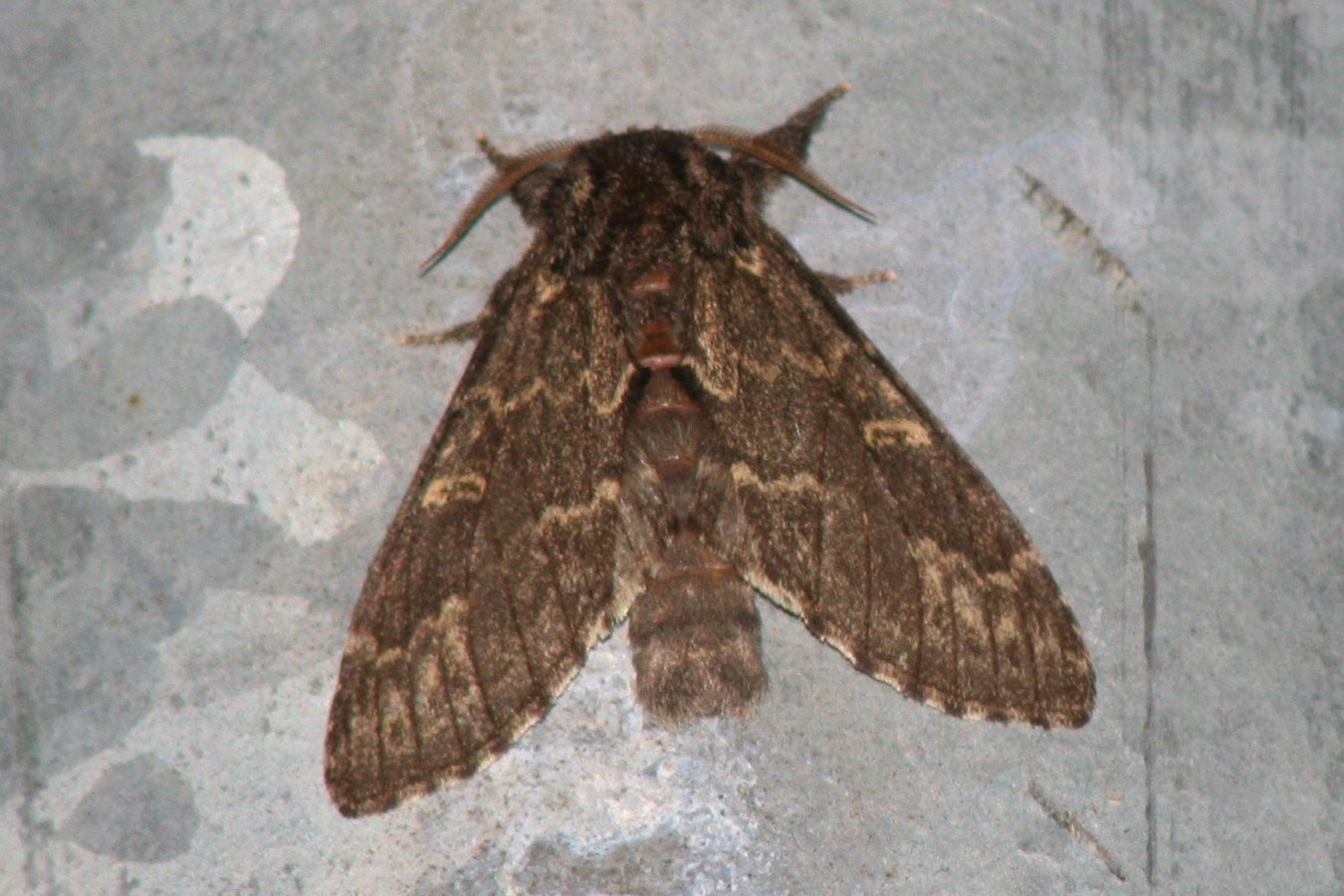
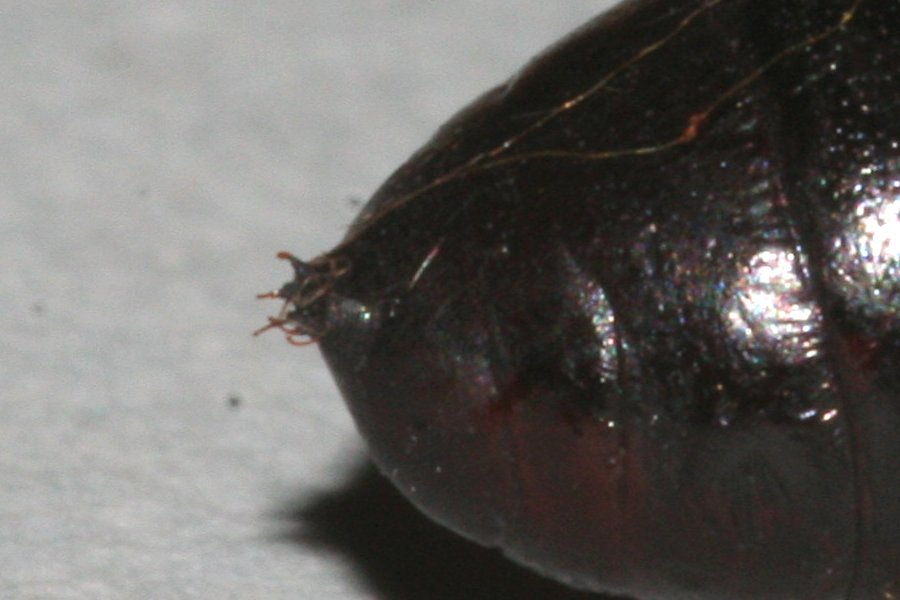
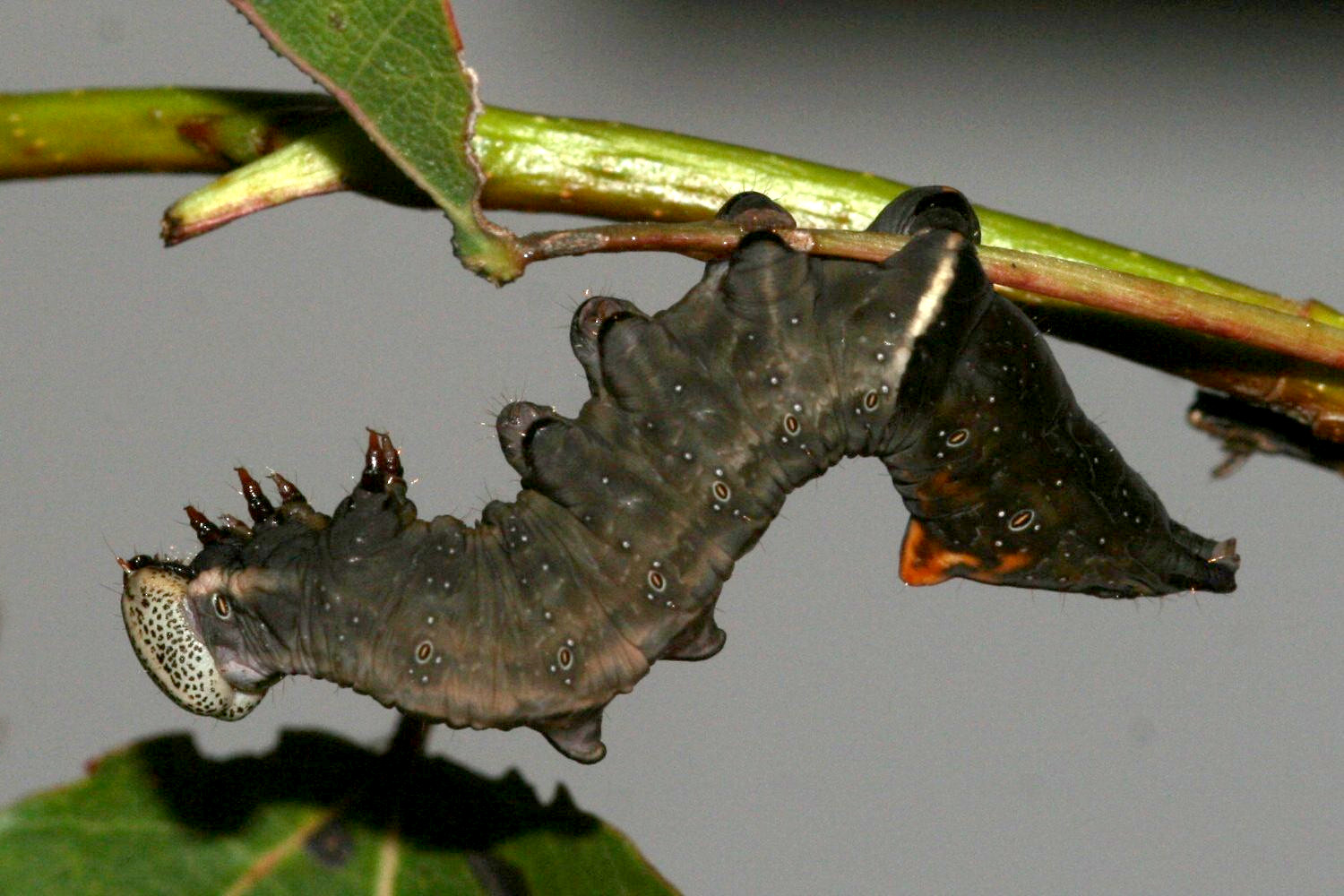